# Persone di nome Ryan/Giocatori di football americano
| Questa pagina contiene informazioni ricavate automaticamente dalle voci biografiche con l'ausilio del template Bio e di un bot. L'aggiornamento è periodico e automatico e ricostruisce completamente la pagina. Se manca una persona in questa lista, sei pregato di non aggiungerla, ma accertati piuttosto che la sua voce biografica contenga il template Bio e che i dati anagrafici siano correttamente compilati. Se il template Bio manca, inseriscilo tu stesso o, in alternativa, metti l'avviso {{tmp\|Bio}} che ne segnala la mancanza. Se i dati riportati sono sbagliati, correggi direttamente la voce biografica; le modifiche saranno visibili in questa lista entro pochi giorni. Per chiarimenti vedi il progetto antroponimi. La lista contiene solo le 53 persone che sono citate nell'enciclopedia e per le quali è stato implementato correttamente il template Bio. Pagina aggiornata al 16 ott 2024. |

Questa è una lista di persone presenti nell'enciclopedia che hanno il nome Ryan e sono giocatori di football americano.

## A(1)
- Ryan Allen, giocatore di football americano statunitense (Salem, n. 1990)

## B(3)
- Ryan Baker, ex giocatore di football americano statunitense (Indianapolis, n. 1984)
- Ryan Boschetti, ex giocatore di football americano statunitense (Belmont, n. 1981)
- Ryan Broyles, ex giocatore di football americano statunitense (Norman, n. 1988)

## C(3)
- Ryan Carrethers, giocatore di football americano statunitense (Nashville, n. 1991)
- Ryan Clady, giocatore di football americano statunitense (Rialto, n. 1986)
- Ryan Connelly, giocatore di football americano statunitense (Eden Prairie, n. 1995)

## D(1)
- Ryan Delaire, giocatore di football americano statunitense (Bloomfield, n. 1987)

## F(2)
- Ryan Finley, giocatore di football americano statunitense (Phoenix, n. 1994)
- Ryan Fitzpatrick, ex giocatore di football americano statunitense (Gilbert, n. 1982)

## G(4)
- Ryan Glasgow, giocatore di football americano statunitense (Aurora, n. 1993)
- Ryan Grant, giocatore di football americano statunitense (Beaumont, n. 1990)
- Ryan Griffin, giocatore di football americano statunitense (Londonderry, n. 1990)
- Ryan Griffin, giocatore di football americano statunitense (Santa Monica, n. 1989)

## H(4)
- Ryan Hannam, ex giocatore di football americano statunitense (St. Ansgar, n. 1980)
- Ryan Harris, giocatore di football americano statunitense (Minneapolis, n. 1985)
- Ryan Hewitt, ex giocatore di football americano statunitense (Denver, n. 1991)
- Ryan Hunter, giocatore di football americano canadese (North Bay, n. 1995)

## J(1)
- Ryan Jensen, ex giocatore di football americano statunitense (Rangely, n. 1991)

## K(2)
- Ryan Kalil, giocatore di football americano statunitense (Tucson, n. 1985)
- Ryan Kelly, giocatore di football americano statunitense (West Chester, n. 1993)

## L(4)
- Ryan Leaf, ex giocatore di football americano statunitense (Great Falls, n. 1976)
- Ryan Lilja, ex giocatore di football americano statunitense (Kansas City, n. 1981)
- Ryan Lindley, ex giocatore di football americano statunitense (San Diego, n. 1989)
- Ryan Longwell, ex giocatore di football americano statunitense (Seattle, n. 1974)

## M(5)
- Ryan Mallett, giocatore di football americano statunitense (Batesville, n. 1988 - Destin, † 2023)
- Ryan Mathews, giocatore di football americano statunitense (Riverside, n. 1987)
- Ryan McBean, giocatore di football americano giamaicano (Kingston, n. 1984)
- Ryan Miller, giocatore di football americano statunitense (Littleton, n. 1989)
- Ryan Murphy, ex giocatore di football americano statunitense (Oakland, n. 1992)

## N(2)
- Ryan Nassib, giocatore di football americano statunitense (West Chester, n. 1990)
- Ryan Neal, giocatore di football americano statunitense (Hammond, n. 1995)

## P(2)
- Ryan Pickett, giocatore di football americano statunitense (Zephyrhills, n. 1979)
- Ryan Plackemeier, ex giocatore di football americano statunitense (Colorado Springs, n. 1984)

## R(3)
- Ryan Ramczyk, giocatore di football americano statunitense (Stevens Point, n. 1994)
- Ryan Rimmler, giocatore di football americano tedesco (Heidelberg, n. 1997)
- Ryan Robinson, giocatore di football americano statunitense (Charleston, n. 1990)

## S(11)
- Ryan Sample, giocatore di football americano statunitense (Manteno, n. 1994)
- Ryan Santoso, giocatore di football americano statunitense (Pace, n. 1995)
- Ryan Schraeder, giocatore di football americano statunitense (Wichita, n. 1988)
- Ryan Seymour, giocatore di football americano statunitense (Kingsland, n. 1990)
- Ryan Shazier, ex giocatore di football americano statunitense (Fort Lauderdale, n. 1992)
- Ryan Sims, ex giocatore di football americano statunitense (Spartanburg, n. 1980)
- Ryan Smith, giocatore di football americano statunitense (Augusta, n. 1993)
- Ryan Smith, ex giocatore di football americano e ex rugbista a 15 statunitense (River Forest, n. 1996)
- Ryan Stonehouse, giocatore di football americano statunitense (San Dimas, n. 1999)
- Ryan Succop, giocatore di football americano statunitense (Hickory, n. 1986)
- Ryan Switzer, ex giocatore di football americano statunitense (Charleston, n. 1994)

## T(2)
- Ryan Tannehill, giocatore di football americano statunitense (Lubbock, n. 1988)
- Ryan Taylor, giocatore di football americano statunitense (Winston-Salem, n. 1987)

## W(3)
- Ryan Wendell, giocatore di football americano statunitense (Diamond Bar, n. 1986)
- Ryan Whalen, ex giocatore di football americano statunitense (Alamo, n. 1989)
- Ryan Williams, giocatore di football americano statunitense (Cold Spring, n. 1990)